# Weißwangengans
Die Weißwangengans oder  Nonnengans (Branta leucopsis) ist eine Art der Gattung Meergänse (Branta) in der Familie der Entenvögel (Anatidae). Sie wird nicht in Unterarten, jedoch in drei getrennte Populationen aufgeteilt. Der Verein Jordsand hat diese Vogelart zum Seevogel des Jahres 2021 gekürt.
Die Weißwangengans brütete früher ausschließlich an der russischen Eismeerküste. Seit den 1970er Jahren hat sie auch den Ostseeraum besiedelt und zählt mittlerweile zu den Brutvögeln Mitteleuropas. Sie ist nach wie vor jedoch überwiegend ein Wintergast, der meist als Einzelvogel oder in kleinen Trupps in Gesellschaft von Waldsaat- und Blässgänsen beobachtet werden kann. Zu Beginn  des Zuges sammeln sie sich dagegen zu gewaltigen Schwärmen, die bis zu 50.000 Tiere zählen können.
Zu den Merkmalen dieser Gänseart zählt eine enge Bindung an die Meeresküsten, die besonders im Winter ausgeprägt ist. Sie brüten in Kolonien unterschiedlicher Größe auf Felsvorsprüngen an der Meeresküste und an Flüssen. Die Kolonien finden sich dabei häufig in unmittelbarer Nähe von Greifvogelhorsten.

## Erscheinungsbild

### Adulte Vögel

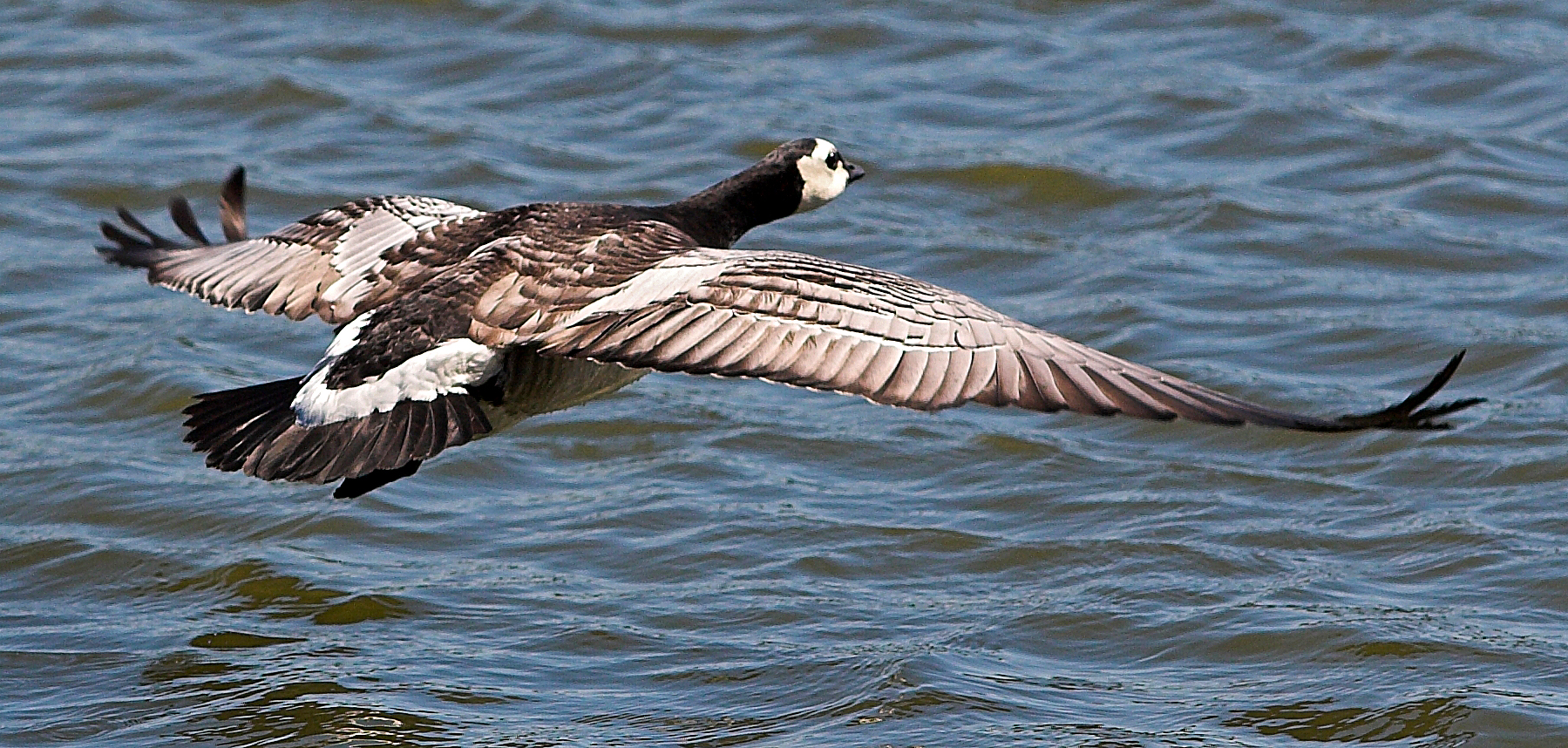
Fliegende Weißwangengans

Die Weißwangengans ist mit einer Größe von 58 bis 69 Zentimetern eine mittelgroße Gans; ihr Gewicht beträgt etwa 1,5 bis 2 Kilogramm. Typische Merkmale sind das weiße Gesicht und die weiße Stirn; Schnabel und Hals sind schwarz. Die Körperunterseite ist silbrigweiß. Die Flügel sind schwarzweiß quergebändert. Der Kontrast zwischen weißem Gesicht zum schwarzen Scheitel, Nacken und Hals erinnerte früher an die traditionelle Tracht katholischer Nonnen und war namensgebend. Auffallend sind außerdem der verhältnismäßig kurze, rund wirkende Hals und Schnabel. Beide Geschlechter sind farbgleich.

### Jungvögel

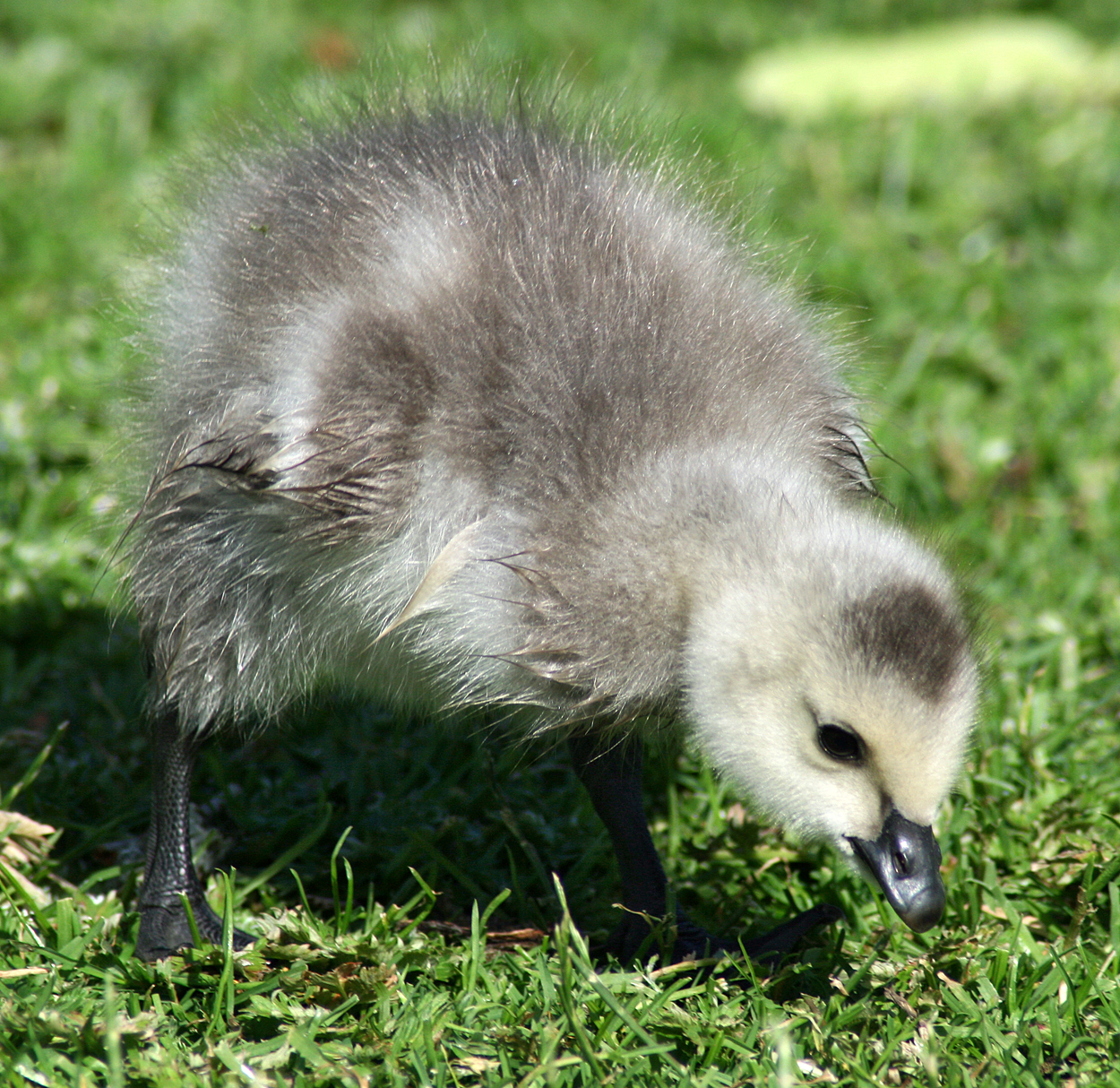
Weißwangengans-Küken

Die Dunenküken haben ein olivgraues Rückengefieder und auch ein Feld an der oberen Brust hat diese Färbung. An der Unterseite des Rumpfs sind sie weiß. Weißlich sind auch Hals und Kopf, bis auf die braune Kopfplatte. Außerdem zieht ein dunkler Zügel von der Schnabelbasis bis zum Auge. Auf dem Rücken, der Unterseite der Flügel sowie am Ende der Flügel finden sich kleine weiße Farbfelder. Frisch geschlüpfte Dunenküken haben einen dunklen Schnabel mit einem rosa oder cremefarbenen Nagel. Beine, Füße und Schwimmhäute sind grau.

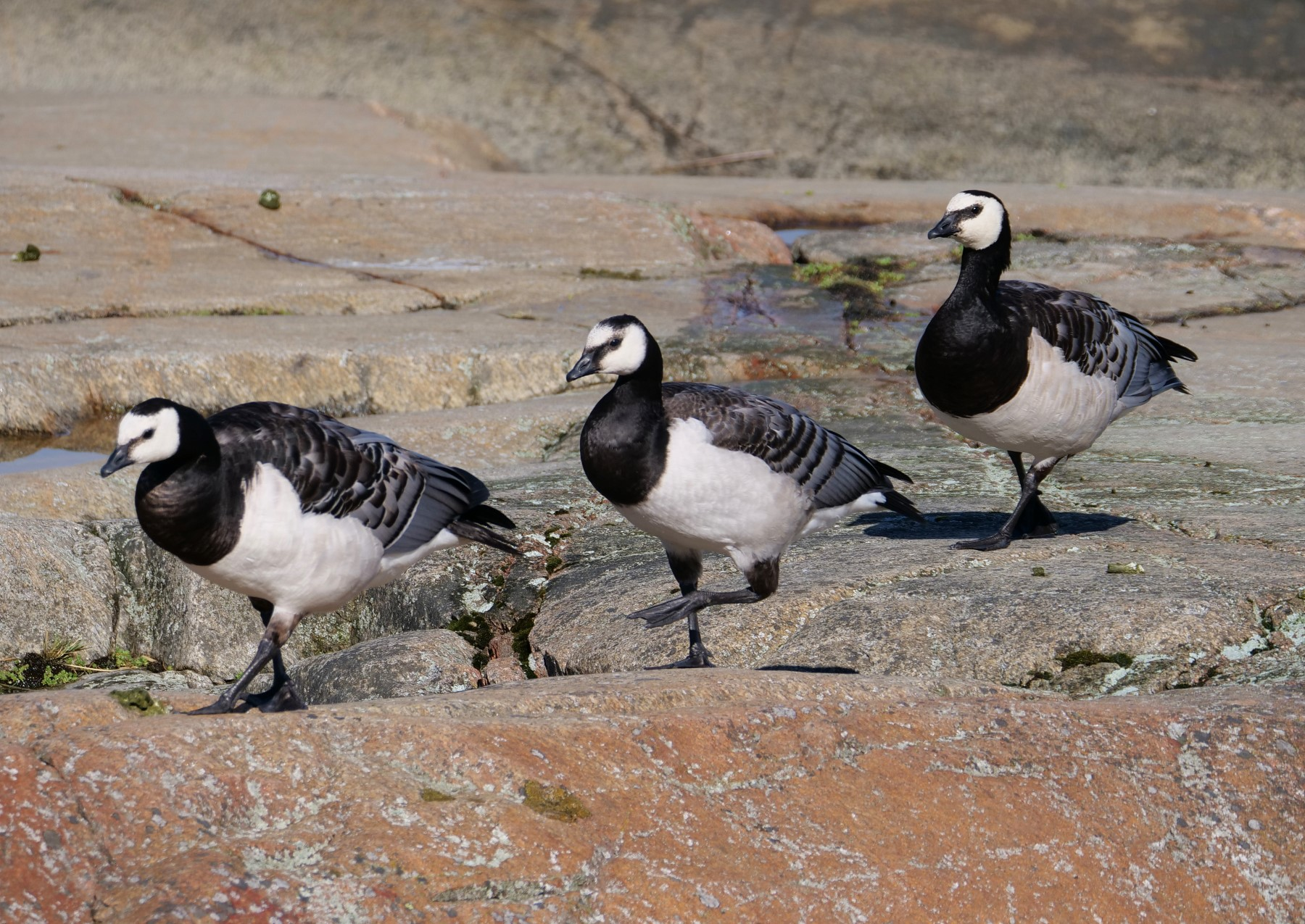
Weißwangengänse im Gänsemarsch mit Jungvogel in der Mitte

Das Jugendkleid der Weißwangengänse entspricht in Farb- und Zeichnungsmuster bereits den ausgewachsenen Gänsen. Es ist allerdings insgesamt brauner. Speziell die Schulterfedern und die Flügeldecken weisen noch breite braune Endbinden auf. Die weiße Gesichtszeichnung ist noch von einzelnen schwarzen Federn durchsetzt. Im ersten Jahreskleid unterscheiden sich noch unvermauserte Junggänse von den adulten Altvögeln nur noch durch die breiten braunen Endsäume auf den Decken.

## Stimme
Weißwangengänse sind sehr stimmfreudig. Ihr Ruf ist überwiegend ein einzelner schriller und einsilbiger Ruf, der bellend wirkt. Er klingt wie „rrak“, „Kak“, „guak“ oder „gock“. Aus der Ferne kann der Ruf mit Hundegebell verwechselt werden. In den Trupps halten die Weißwangengänse mit leisen gedämpften „wachau“ oder „mach-mal“ miteinander Kontakt.
Fliegen Weißwangengänse auf, so ist als Instrumentallaut ein schnarrendes Schwingengeräusch zu hören.

## Lebensweise

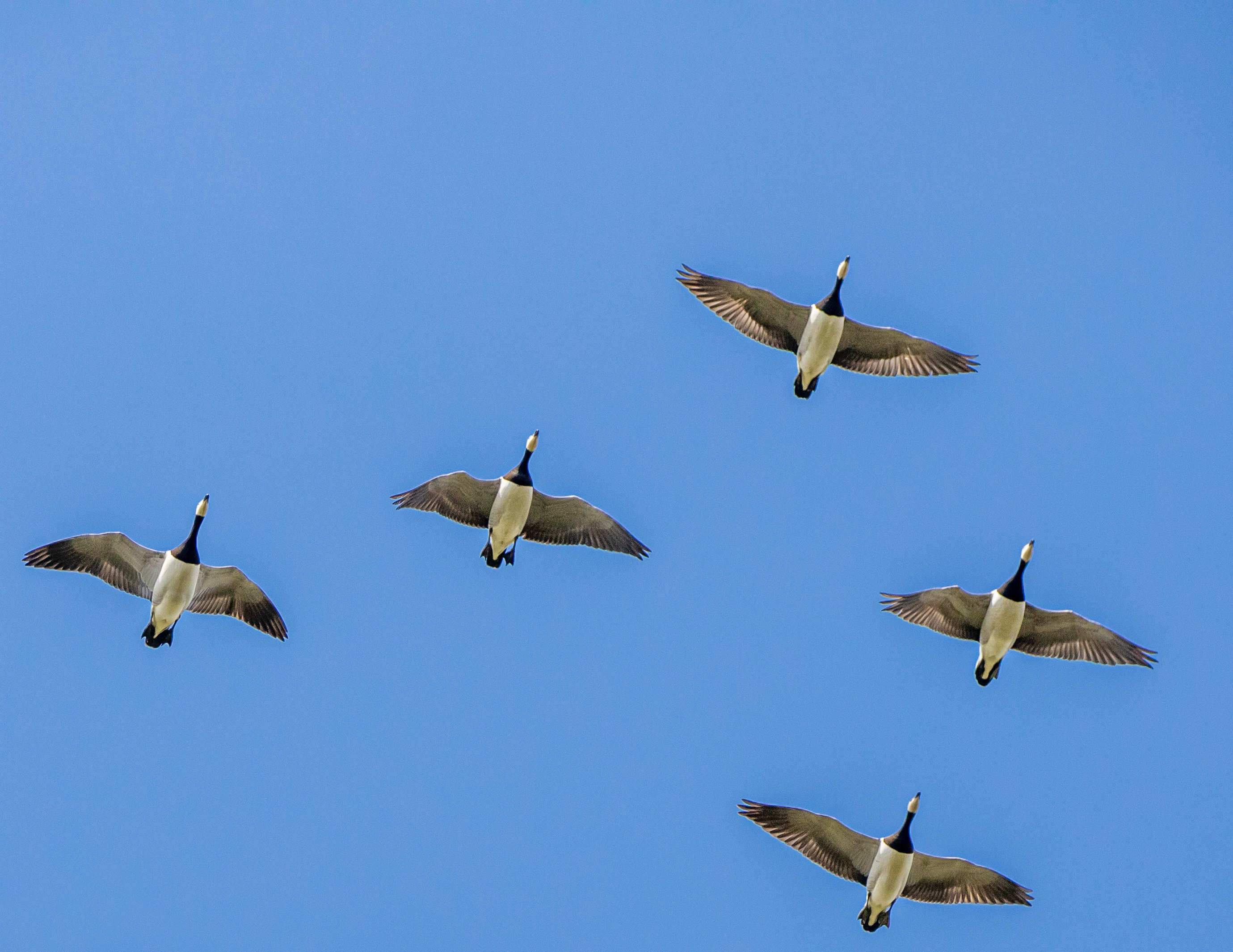
In kleinen Schwärmen bilden Weißwangengänse typischerweise eine V-Formation aus.

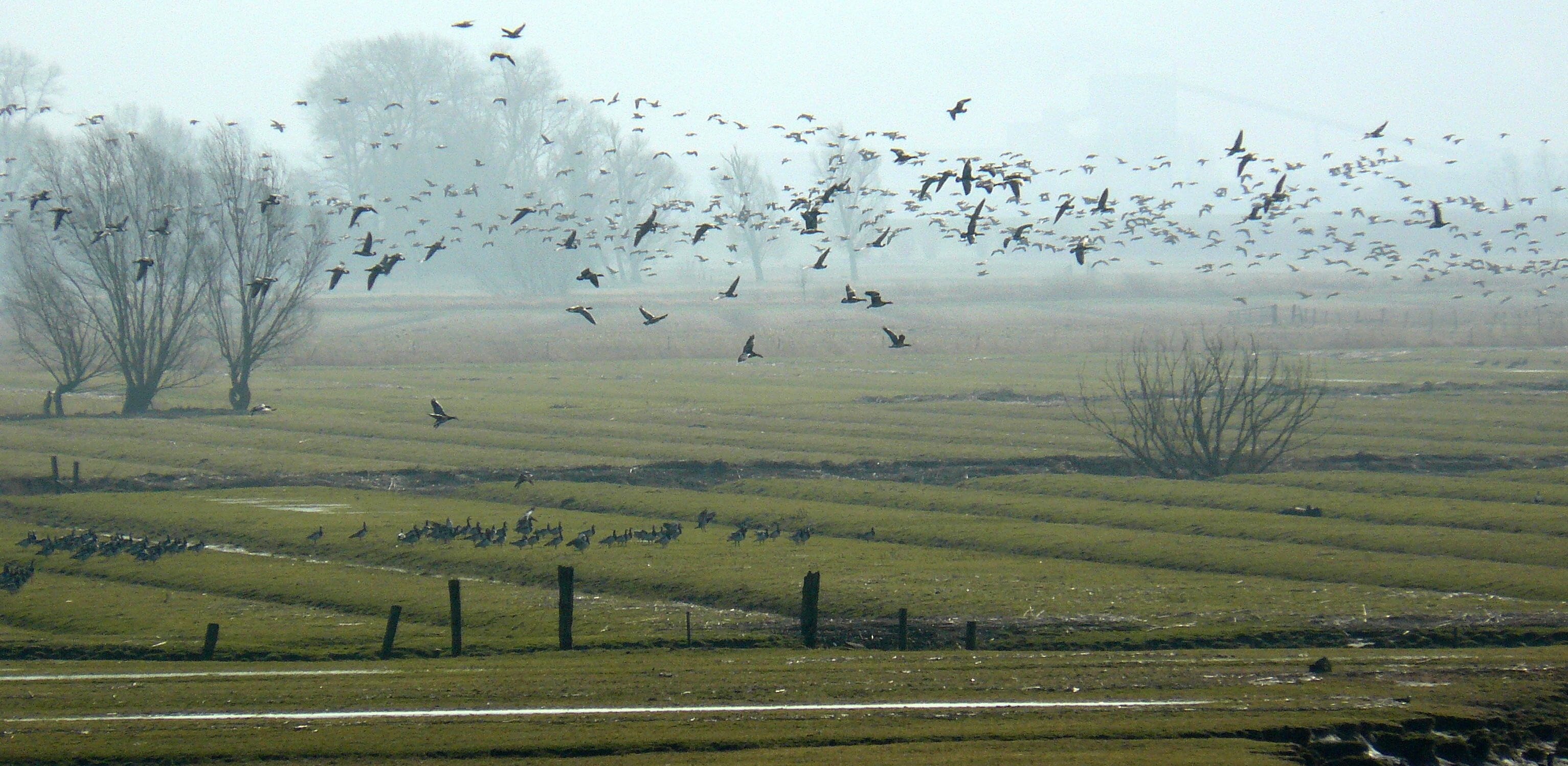
Große Schwärme Weißwangengänse im kehdinger Winterquartier an der Unterelbe

Die Weißwangengans ist ein Zugvogel, der für gewöhnlich im Herbst aus seinen arktischen Brutrevieren nach Süden zieht und in Mitteleuropa überwintert. Die Flugrouten der Weißwangengans sind nicht genetisch fixiert, sondern werden in den verschiedenen Teilpopulationen tradiert.
Weißwangengänse sind gesellig, außerhalb der Paarungs- und Brutzeit leben sie in mehr oder weniger großen Schwärmen. Dabei schließen sie sich oft anderen Gänsearten an. Im Flug zeigen Großschwärme keine besondere Formation, kleinere Schwärme von 20 bis 40 Tieren bilden dagegen die gänsetypische V-Formation aus. Während des Flugs sind ständig Kontaktrufe zu hören, die wie „gäk gäk gäk“ klingen und entfernt an Hundegebell erinnern können.

## Ernährung

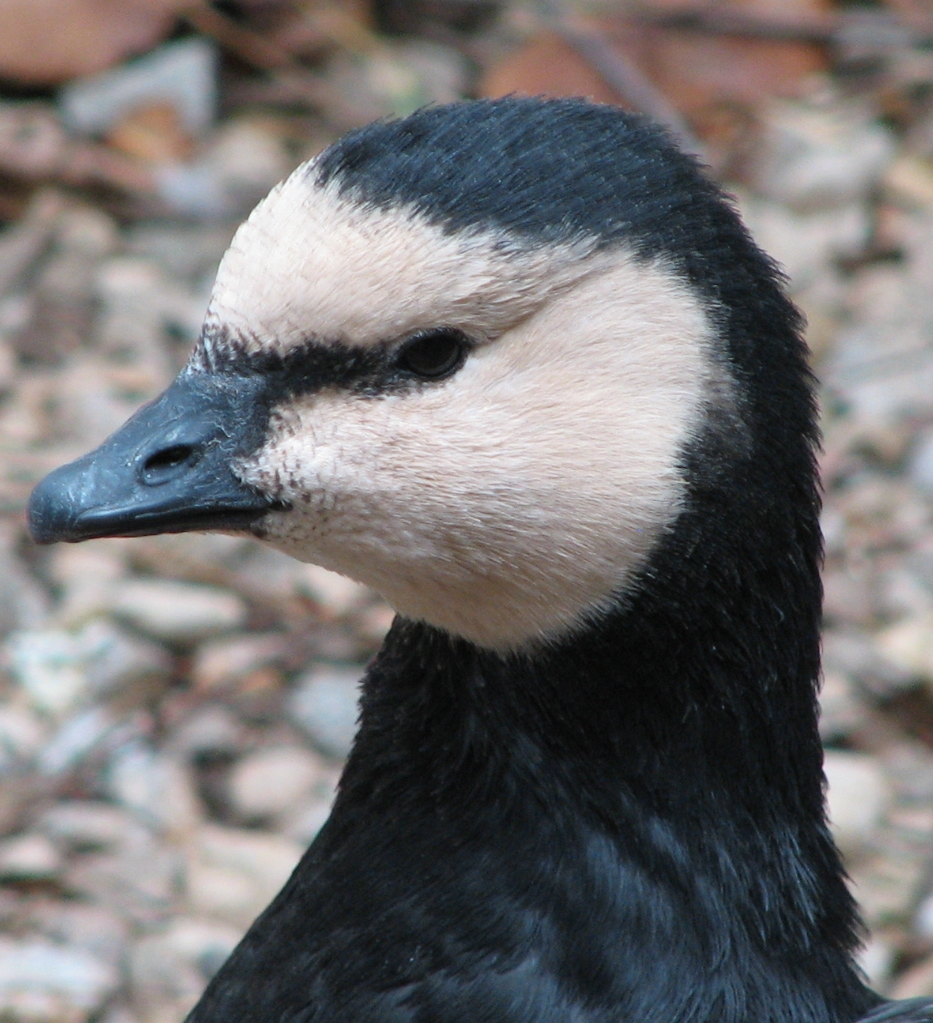
Kopf einer Weißwangengans mit dem nach unten gekrümmten Schnabelende

Weißwangengänse leben im Winter vorwiegend von kurzem Gras, fressen aber auch andere Pflanzen, die in Salz- und Brackwasserwiesen heimisch sind, insbesondere Andel und Queller. Im Frühjahr werden auch die Knospen und Kätzchen von Weiden genommen, tierische Lebewesen wie verschiedene Crustaceen, Wasserinsekten und wahrscheinlich auch Mollusken ergänzen das Nahrungsspektrum.
Während der Sommermonate ernähren sie sich vorwiegend von polaren Flechten und Moosen, die sie mit Hilfe einer scharfkantigen Wölbung am Schnabelende von den Oberflächen der Steine schaben.

## Verbreitung
Verbreitungsgebiet der Weißwangengans sind Teile der Westpaläarktis. Insgesamt werden drei Populationen unterschieden: a) Spitzbergen, b) Grönland und c) Russisch-Baltische Population. Letztere brütet in großen Kolonien in einem weiten Areal zwischen Nowaja Semlja, Kolgujew und der Kanin-Halbinsel, hat sich aber seit den 1970er Jahren zudem auf Gotland und Öland angesiedelt und seit Ende der 1990er Jahre in Schleswig-Holstein, Niedersachsen und den Niederlanden. Mitteleuropa ist damit die vierte Region und die einzige der mittleren Breiten, die mit 2.200 bis 2.800 Brutpaaren eine nennenswerte Brutpopulation aufweist.

## Fortpflanzung
Für gewöhnlich zeigen Weißwangengänse eine große Partnertreue, wobei sie sich jedoch bei Verlust des Partners neu verpaaren. Meist brüten mehrere Paare gemeinsam an hochgelegenen und schwer zugänglichen Klippen und Felsen. Die Nistplätze können von den Gänsen nur fliegend erreicht werden.
Der Brutbeginn der Weißwangengans fällt in den späten Mai bis frühen Juni. Sie kehrt damit etwas später als Saat- und Blässgänse in ihre Brutareale zurück. Weißwangengänse ziehen nur ein Gelege pro Jahr groß. Sie brüten in arktischen Tälern und bevorzugen dort Niststandorte, die sich an Felsabhängen befinden. Nur in Ausnahmefällen brüten sie auch auf Flussinseln. Weißwangengänse nisten in der Regel in kleinen Kolonien. Der Abstand der Nester beträgt gewöhnlich mindestens zwei Meter. Häufig finden sich die Nester inmitten der Kolonien der Trottellummen, in Teilen des Verbreitungsgebietes auch zwischen Dickschnabellummen, Dreizehenmöwen und anderen Seevögeln. In weiten Teilen des Brutareals zeigt die Weißwangengans eine enge Nähe zu Horsten von Wanderfalken. Diese scheint umso ausgeprägter zu sein, je größer die Gefahr ist, dass Eisfüchse in die Kolonie eindringen. Das Nest ist eine flache Bodenmulde, die mit nur wenig Pflanzenmaterial ausgekleidet wird. Sie enthält aber große Mengen an Daunen und einigen anderen Körperfedern. Die Daunen sind dunkelgrau mit einem hellen Zentrum. Sie sind dunkler als die der Kurzschnabelgans und grauer und schmäler als die der Eiderente.

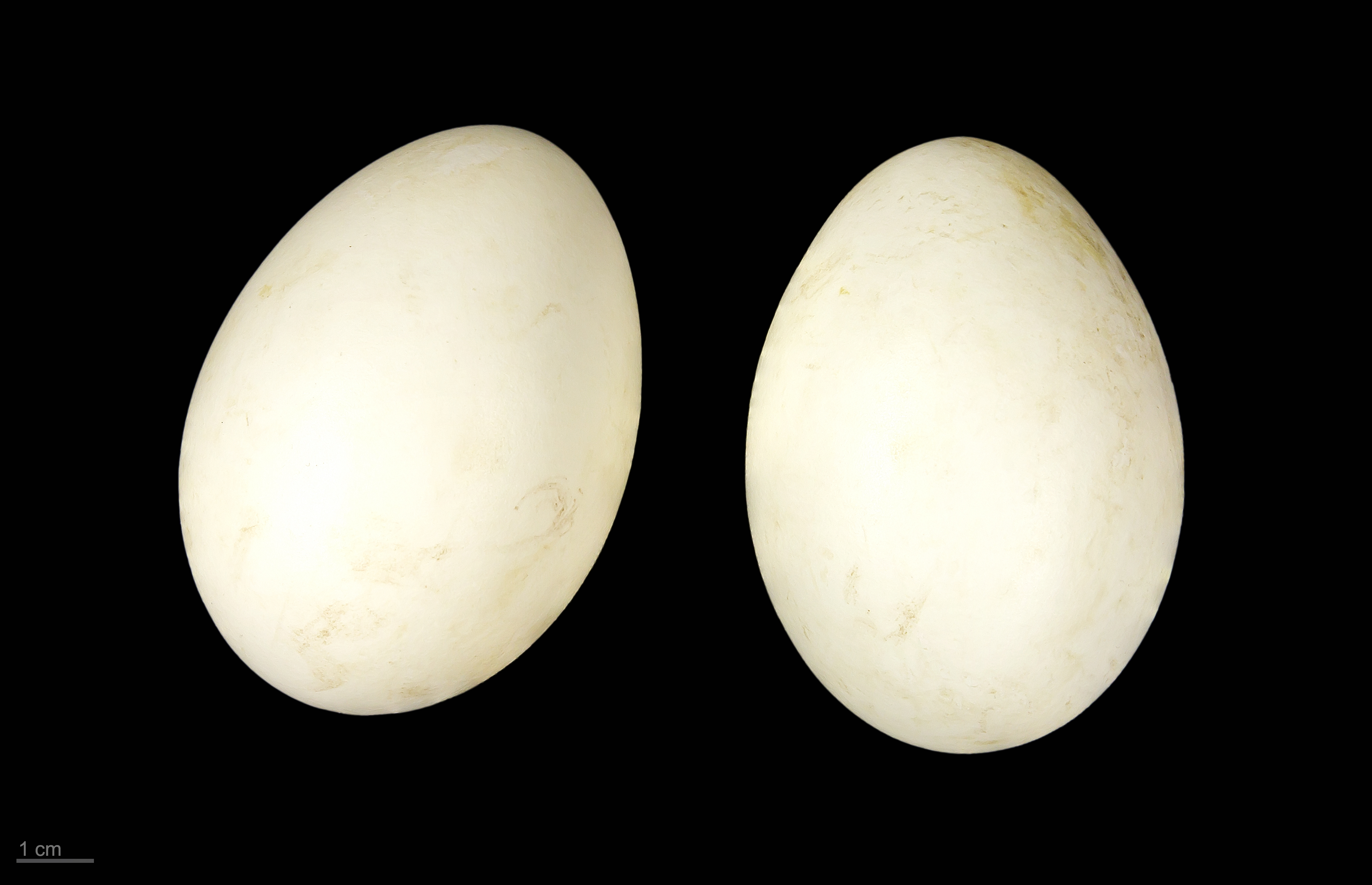
Eier

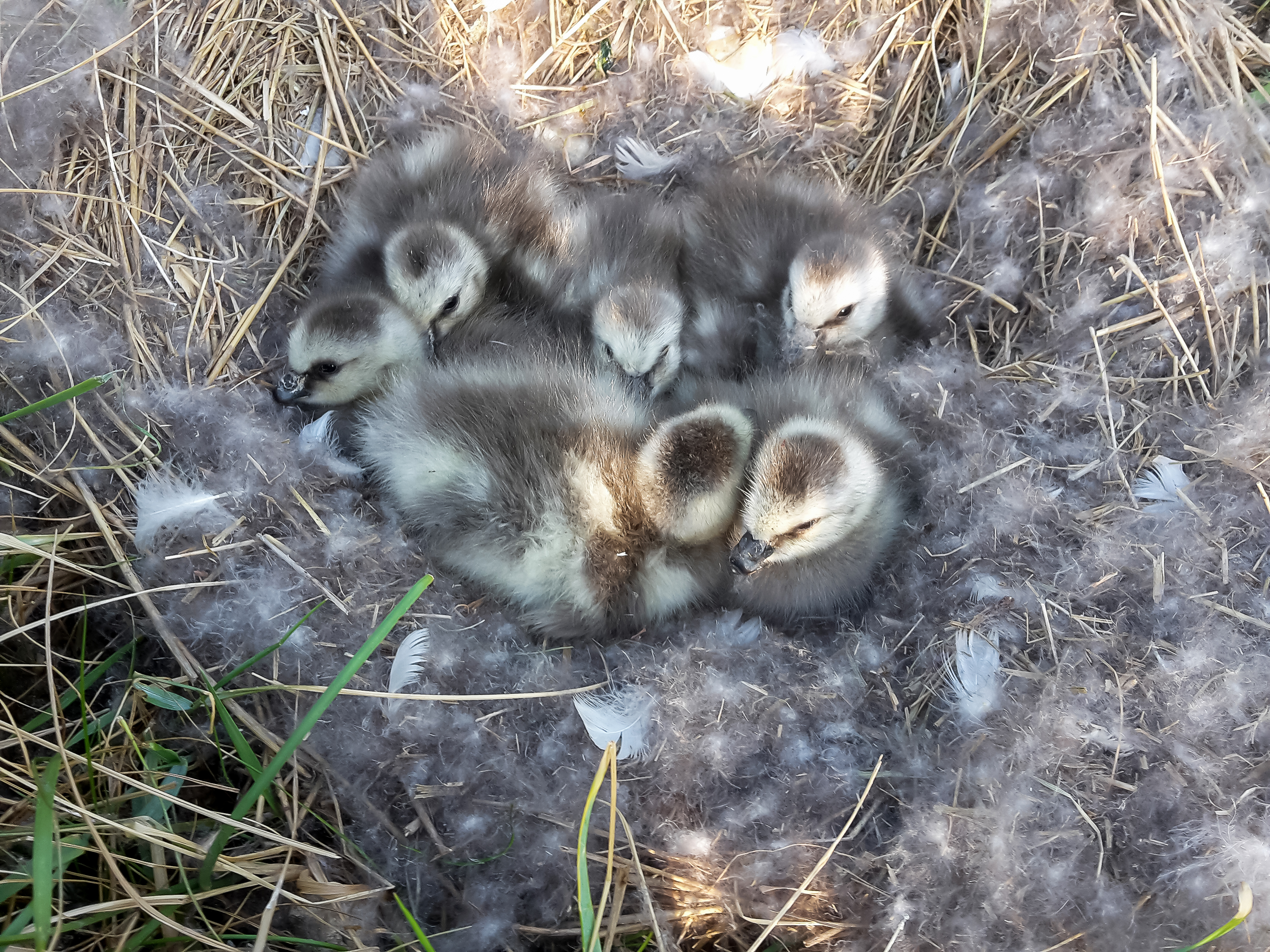
Küken im Nest kurz nach dem Schlupf

Das Gelege besteht im Regelfall aus drei bis fünf Eiern. Sie sind von cremeweißer Farbe, elliptisch geformt und haben eine leicht raue, nicht glänzende Oberfläche. Es brütet nur das Weibchen, das nach der Ablage des letzten Eis des Geleges mit der Brut beginnt. Das Männchen hält sich derweil in der Nähe des Nestes auf. Die Brutdauer beträgt 24 bis 25 Tage. Die Dunenküken sind Nestflüchter und werden von beiden Elternvögeln betreut. Sie sind nach etwa sieben Wochen flügge, halten sich aber zunächst in der Nähe der Elternvögel auf.
Um ihre Brut vor Fressfeinden zu schützen, suchen sich Weißwangengänse auch sehr steile Felsabhänge als Nistplätze. Das hat zur Folge, dass die frisch geschlüpften Küken aus ihrem Gelege springen müssen, um zu den Nahrungsgründen zu gelangen. Die Prägung auf ihre führende Gänsemutter bringt die Küken dazu, das Nest zu verlassen. Der National Geographic beschreibt im Film „Mountains – Hostile Planet“ (Jameson Land, Ostgrönland) einen 120-m-Sprung (400 ft), den nur eins von drei Küken überlebt. Meist ist nicht der Sturz selbst die Todesursache, sondern die Prädatoren, die am Fuß der Felsen warten (u. a. Krähen und Eisfüchse). Durch ihr geringes Gewicht und die weiche Daunenbefiederung der Küken wird der Aufprall auf die Felsen gemildert. Küken, die diesem Instinkt nicht folgen, bleiben im Nest zurück und verhungern. Etwa 50 % der auf solchen Felsen geschlüpften Küken überleben den ersten Lebensmonat. Gelegentlich kommt aber auch die gesamte Brut direkt während des Nestverlassens ums Leben.

## Bestandsentwicklung
Die Bestandssituation der Weißwangengans wurde 2016 in der Roten Liste gefährdeter Arten der IUCN als „Least Concern (LC)“ = „nicht gefährdet“ eingestuft. Von einem Tiefpunkt in den 1950er Jahren vollzog sich eine spektakuläre Zunahme der Bestände. 1970 gab es dann 50.000 Exemplare. Aktuell wird der Gesamtbestand auf 440.000 Tiere geschätzt.

## Trivia
Bis ins Mittelalter hielt sich der Mythos, dass Nonnengänse sich aus Entenmuscheln entwickeln, und dass diese die Eier der Nonnengänse seien.